# 皮膚癌
皮膚癌是一種生長在皮膚上的癌症，它是由異常的細胞發展而來，甚至有可能會侵犯擴散到身體不同部位。由於皮膚癌常常在表皮層中發展，腫瘤常常清晰可見，因此大部分時間，可以在早期發現皮膚癌。 與包括肺癌、胰腺癌、胃癌在內的大多數癌症不同，因皮膚癌死亡的人數很少。皮膚癌是最常見的癌症，超過了肺癌、乳房、結腸直腸癌，前列腺癌 。最常見的3種皮膚癌是基底細胞癌（BCC）、鱗狀細胞癌（SCC）和黑色素瘤。前二者和其他較少見的皮膚癌被稱作非黑色素瘤皮膚癌（NMSC）。基底細胞癌生長速度慢，且可能破壞周圍組織，但較不會遠端轉移或致死；通常皮膚上出現以無痛突起的區塊，表面發亮伴隨著小血管，或是於突起處有潰瘍。鱗狀細胞癌則較基底細胞癌容易轉移，通常呈現具鱗狀表皮的硬塊，但也可能以潰瘍形式表現。與基底細胞癌、鱗狀細胞癌比較，黑色素瘤較為少見，但是黑色素瘤是當中表現最為惡性的，可能的徵象包括痣的大小、形狀、顏色發生改變，痣的邊緣不規則，顏色不均勻，可能會癢或是流血。
超過九成的皮膚癌案例是由於暴露在太陽光紫外線而造成的，而這樣的暴露會增加罹患上述三種主要皮膚癌的風險。臭氧層漸薄可能是導致暴露增加的原因；而日曬機是近年來另一項常見的紫外線來源。以黑色素瘤和基底細胞癌來說，童年時期的暴露特別有害；而以鱗狀細胞癌來說，總暴露量較暴露的時期更關鍵。二到三成的黑色素瘤是由痣發展而來。膚色較白的人、免疫系統功能不佳的人，如接受特定藥物、人類免疫缺乏病毒感染者或愛滋病患者，有較高的罹病風險。皮膚癌必須經由切片診斷。
減少紫外線的暴露，並且使用防曬油是預防黑色素瘤及鱗狀細胞癌最有效的方法，但目前對於防曬油的使用對基底細胞癌的影響還不清楚。非黑色素瘤皮膚癌通常都是可治癒的。治療主要是透過手術切除，還有較不常見的放射線療法或是局部藥物如氟尿嘧啶。黑色素瘤的治療則會牽涉到手術、化學治療、放射線治療以及標靶治療的組合。而那些發生遠端轉移的病患，緩和醫療可能有助於改善生活品質。罹患黑色素瘤的存活率在所有癌症當中較高，在英國五年存活率可達86%，在美國可達90%。
皮膚癌是最常見的癌症形式，全球來說佔了癌症總數的四成。它尤其常見於膚色較淺的人們。最常見的類型為非黑色素瘤，每年約新增2至3百萬人罹病。這是粗估計的數值，由於較精細的數據並未被持續追蹤。在非黑色素瘤當中，約有八成屬於基底細胞癌，而其中兩成屬於鱗狀細胞癌。在英國，截止至2009年，平均每年有9,500人罹患此病，2,300人死亡。在20歲到30歲的人群中，黑色素瘤是最常見的癌症之一， 多由長時間的太陽照射造成。這兩種癌症鮮少造成死亡案例，在美國這兩種癌症造成的死亡案例佔癌症死亡總數的0.1%以下。全球案例顯示2012年共新增23.2萬起黑色素瘤案例，而黑色素瘤在當年共造成5.5萬起死亡案例。澳洲及紐西蘭有全球最高的黑色素瘤致死率。在過去20到40年這三種類型的皮膚癌發生率變得更高，尤其在那些以白人為主的國家。

## 分类
三种最常见的皮肤癌见下表：
| 名称       | 描述                                   | 图示 |
| ---------- | -------------------------------------- | ---- |
| 基底细胞癌 | 注意肿瘤的颜色、对称外观和特征性的溃疡 |      |
| 鳞状细胞癌 | 常表现为红色结痂的鳞状小块             |      |
| 黑色素瘤   | 常直径大于6mm，边缘不规则              |      |

另外几种较不常见的皮肤癌包括卡波西氏肉瘤，角化棘皮瘤，梭形细胞肿瘤，皮脂腺癌，微囊附属器癌等。